# اپترا ۳
اپترا ۳ یک خودروی برقی خورشیدی است و سومین نسخه از خودروهای برقی شرکت اپترا موتورز است. این خودرو دارای سه در، دو صندلی و سه چرخ می‌باشد. باتری این خودرو از نوع BEV است که بازه بالایی دارد. موتورهای این خودرو به‌صورت توپی است و بازدهی آن در بهترین شرایط ۱۶۰۰ کیلومتر می‌باشد. این شرکت با شعار «هرگز شارژ نکنید» خودروی اپترا ۳ را عرضه کرد و مدعی بود که پنل‌های خورشیدی موجود در سرتاسر خودرو قادر است نیازهای روزانه کاربران این خودرو را تأمین نماید. پنل‌های خورشیدی در این خودرو طوری طراحی شده‌است که کل بدنه خودرو و کاپوت آن را دربر گرفته‌است. این خودرو قادر است از طریق پنل‌های خود ۶۶ کیلومتر شارژ را ذخیره نماید. از آنجایی که کاربران این خودروها کمتر از این مقدار رانندگی می‌کنند لذا این خودرو می‌تواند نیازهای رانندگان را بدون نیاز به شارژ از طریق جایگاه‌های مخصوص را تأمین نماید.
طراحی آیرودینامیکی منحصر به فرد و ساختار کامپوزیت رزین سبک طوری است که نیاز خودرو به انرژی الکتریکی را به کمتر از ۱۰۰ وات در هر مایل رسانده‌است.